# Hadrumetum

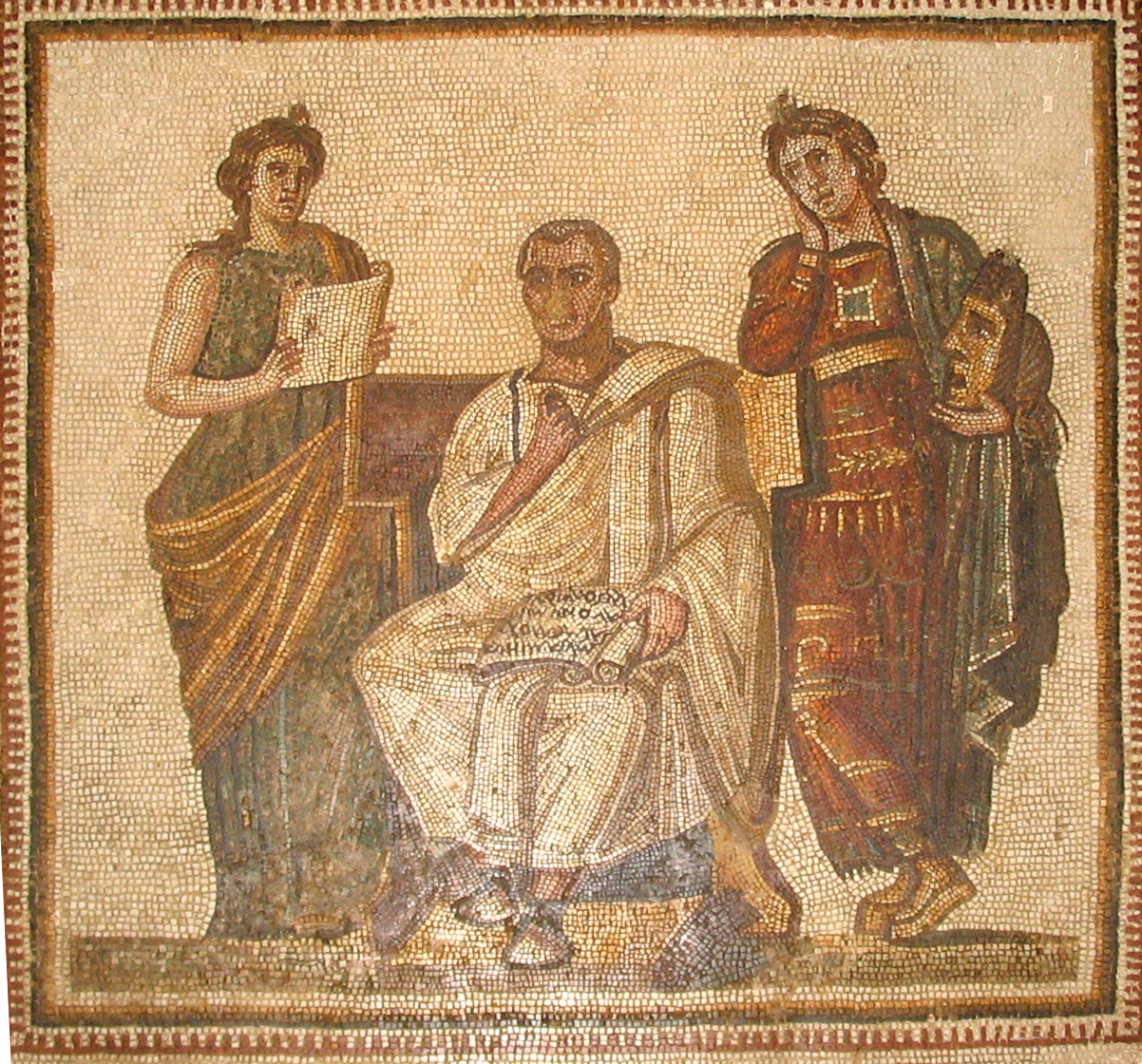
300-talsmosaik funnen i Hadrumetum, föreställande Vergilius

Hadrumetum eller Adrumetum är det romerska namnet på en viktig, ursprungligen fenicisk stad vid Hammametbukten på Tunisiens kust, där det nutida Sousse ligger.
Hadrumetum lär ha grundats från Tyros före Karthago, och blev snart en rik handelsstad, något den fortsatte vara under romerskt välde. Från denna tid har en del mynt från Hadrumetum hittats med inskrifter på latin och bilder av bland andra Astarte och Neptunus. Hadrumetums hamn hette Kothon och låg tydligen på en ö en bit ifrån staden. Under Trajanus blev Hadrumetum romersk colonia, och på 300-talet e.Kr. blev den huvudstad i provinsen Byzacena. Den ödelades av vandalerna, men återuppbyggdes av kejsar Justinianus innan den till sist helt ödelades av saracenerna. Man förmodar att staden under senantiken har fått namnet Sozusa, och att platsens nuvarande namn kommer därav.